# Bok Jankovac
Bok Jankovac (szerbül: Бок Јанковац), falu Gradiška községben, Bosznia-Hercegovinában, Bosanska krajina területén, a Szerb Köztársaságban. 

## Fekvése
Bosznia-Hercegovina északi részén, Banja Lukától légvonalban 42, közúton 52 km-re északra, községközpontjától légvonalban és közúton 3 km-re északra, 91-92 méteres magasságban, a Száva-folyó jobb partján és a folyó éles kanyarulatában elterülő síkságon fekszik. A legtöbb ház egy sorban, a folyó melletti töltés mentén épült, és egy utcában, az országút mentén alakult ki. Az építkezés spontán volt, a házak közötti távolságok jelentősek. Gradiška városának közelsége miatt külvárosi településsé nőtte ki magát. Emiatt, valamint a menekültek bevándorlása miatt 1981 óta nő a lakosság száma.

## Népessége
| Nemzetiségi csoport | Népesség 1991 | Népesség 2013 |
| ------------------- | ------------- | ------------- |
| Szerb               | 480           | 1078          |
| Bosnyák             | 65            | 31            |
| Horvát              | 147           | 55            |
| Jugoszláv           | 46            | 1             |
| Egyéb               | 16            | 31            |
| Összesen            | 754           | 1196          |

## Története
A mai Bok Jankovac területén a 19. században csak néhány Berbirhez tartozó ház állt, a falu csak később alakult ki Berbir város Jankovac nevű határrészéből. A település területe 1878-ig tartozott az Oszmán Birodalomhoz, ekkor a berlini kongresszus határozata alapján az Osztrák-Magyar Monarchia része lett. A monarchia szétesésével 1918-ban előbb a Szerb-Horvát-Szlovén Királyság, majd 1929-től a Jugoszláv Királyság része. Jugoszlávia megszállása után a település a Független Horvát Állam (NDH) része lett. A második világháborúban a településnek 27 halálos áldozata volt, mind szerbek, akiknek többsége az ógradiskai koncentrációs táborban halt meg. A falu 1945-től a szocialista Jugoszlávia része volt. A boszniai háború idején a Boszniai Szerb Köztársaság része volt. 1992. augusztus 8-án a hajnali órákban a horvát „Berbir zászlóalj” több mint 700 tagja kelt át a folyón, és megtámadta a Bok Jankovacban levő szerb állásokat. Heves harc tört ki, melynek során a szerbek visszaverték a horvát támadást. A harcban 16 szerb védő esett el és 22-en megsebesültek. A daytoni békeszerződést követő területfelosztásnál Bosanska Gradiška község részeként a Szerb Köztársaság területéhez került.

## Gazdaság
A településen nincsenek alapvető közszolgáltatások, a legtöbb lakos már nem folytat mezőgazdasági tevékenységet, hanem közeli városban dolgozik.

## Nevezetességei
- A „Berbir” hadműveletben elesett szerbek emlékműve.

- A faluban 2009-ben tömegsírra bukkantak a második világháború meghatározatlan számú áldozatának maradványaival, akiket az usztasák öltek meg a Száva folyó partján és a Jasenovac táborkomplexumban. A második világháborús táborlakók egyesülete szerint ettől a sírtól néhány kilométeren belül két másik ilyen sír is található. A Bok Jankovac faluban található sírt Božica Urić helyi lakos vallomásának köszönhetően fedezték fel, aki lányként tömeges kivégzéseket látott a Száva partján. A sír helyén az első világháború előtt Ausztria-Magyarország egy betonhidat kezdett építeni, amely nem készült el. Az épített szerkezet, egy betontömb egy vályút képez, amelybe a Száva által Jasenovacról idehozott holttesteket dobták. Az usztasák, közvetlenül a híd közelében, kivették őket a vízből, és egy gödörbe helyezték őket, amelyet később betemettek. A Jasenovacon megölteken kívül a Száva partján meggyilkolt szerbek holttestét is ugyanabba a sírba dobták.[7]